# Сејлем (Њујорк)
Сејлем (енгл. Salem) град је у америчкој савезној држави Њујорк.

## Демографија
По попису из 2010. године број становника је 946, што је 18 (-1,9%) становника мање него 2000. године.
| Група             | 2000.       | 2010.       |
| Белци             | 936 (97,1%) | 900 (95,1%) |
| Афроамериканци    | 11 (1,1%)   | 14 (1,5%)   |
| Азијати           | 0 (0,0%)    | 2 (0,2%)    |
| Хиспаноамериканци | 6 (0,6%)    | 14 (1,5%)   |
| Укупно            | 964         | 946         |